# 嘉芙蓮·露西·霍金
凯瑟琳·露西·霍金（1970年11月2日—），英国记者、小说家、教育工作者和慈善家。 她是理论物理学家斯蒂芬·霍金和作家珍·霍金的女儿。她居于伦敦，作为一个儿童小说作家和科学教育者而众所周知。

## 早年生活
露西·霍金出生在英国，是科学家斯蒂芬·霍金和作家简·王尔德·霍金的孩子。 她有两个兄弟，罗伯特和摩西·霍金；她童年早期在帕萨迪纳、加利福尼亚住了几年后搬到剑桥，并在剑桥长大。

## 職業
大學畢業後，露西·霍金有一段時間擔任記者。後來她轉而成為童書作家，於2007年出版與父親合著的童書《喬治前往宇宙的秘密鑰匙》，該書被翻譯為38種語言、並在43個國家發行。